# Корнелис де Хаутман
Корнелис де Хаутман (на нидерландски: Cornelis de Houtman) (2 април 1565 – 11 септември 1599) холандски мореплавател, който полага началото на холандската търговия с подправки.
Разцвета на холандското могъщество в южните морета започва... в лисабонския затвор. Там през 90-те години на ХVІ в. лежи за неплатени дългове холандския моряк Корнелис де Хаутман. В затвора езиците се развързват. От своите съкилийници, португалски моряци-неудачници, Хаутман узнава велики тайни – морските пътища от Португалия към Индия и Молукските о-ви. След излизането си от затвора той съобщава тази ценна информация на холандската търговска компания „Дружество за далечните страни“, и тази информация идва тъкмо навреме. През 1594 испанския крал Филип II, който по това време е и португалски крал, решава с един удар да прекрати холандската посредническа търговия и конфискува в Лисабон 50 холандски кораба, принадлежащи на „метежници и еретици“. Именно тогава холандската компания откупва Хаутман от португалския затвор и след като го снабдява с пари и кораби го изпраща към „Островите на подправките“.
На 23 юни 1595 четирите кораба на Хаутман напускат Холандия. Той внимателно води флотилията си покрай бреговете на Африка и през Индийския океан, като се старае да не попада в полезрението на португалците. 17 месеца са необходими на холандците, за да достигнат до Суматра, от къдете те се прехвърлят в Ява. Хаутман не успява да достигне до Молукските о-ви, но успява да закупи на Ява голямо количество ценни подправки на изгодна цена и през 1598 се завръща в Холандия, като загубва по пътя 2/3 от хората си и два от корабите си. Ако финансовият успех на мероприятието не оправдава големите надежди, то „моралния“ ефект е много голям: пробит е португалския монопол на търговията с Източна Индия. Холандските търговци завързват непосредствена търговия с малайските управници, и те се убеждават в това, че в „Островна Индия“ има, освен Молукските о-ви и други острови, заслужаващи внимание и несправедливо пренебрегвани от португалците, особено Ява.
Веднага „Дружеството за далечните страни“ се обединява с няколко други търговски компании и през същата тази 1598 е организирана нова експедиция с осем кораба под командването на Якоб ван Нек. Успехът на тази експедиция замайва главите на холандските търговци. За кратко време – само след 15 месеца – експедицията се завръща с товар от подправки, закупени на остров Ява и четири кораба. След година се завръщат и останалите четири кораба, като за това време те успяват да достигнат до Молукските о-ви, от където докарват подправки на още по-ниски цени от тези на Ява.